# Јувентафест
Јувентафест је годишњи међународни позоришни фестивал који се одржава у Сарајеву, у Босни и Херцеговини, а посвећен је омладинским позориштима. Обично се одржава у септембру и приказује представе младих позоришних уметника из Босне и Херцеговине и других земаља. Фокусира се на креативно истраживање и друштвене теме и постао је важна платформа за младе извођаче, редитеље и позоришне раднике. Од свог оснивања, фестивал је допринео репутацији Сарајева као града културе и уметничког изражавања.

## Историја
Јувентафест је основан 2013. године од стране групе босанских позоришних професионалаца, на челу са признатом глумицом Јасном Диклић, у циљу промовисања омладинског позоришта. Организован је од стране Удружења Јувентафест и наглашава развој позоришних вештина и подстиче младе људе да се изразе кроз уметност. Оснивачи фестивала веровали су да ће неговање младих талената у позоришту помоћи у обогаћивању културног пејзажа Сарајева, истовремено пружајући простор младима да се баве изазовним друштвеним питањима кроз креативне перформансе.
Током година, Јувентафест је растао и по обиму и по угледу, привлачећи позоришне трупе из Европе и света. Сада је један од водећих омладинских позоришних фестивала на Балкану, са све већим бројем учесника и публике.

## Циљ
Циљ Јувентафеста, како је наведено у његовој повељи, јесте да оснажи младе људе кроз позориште и промовише међукултурну размену и сарадњу међу младима из различитих земаља. Остварује се кроз:
- подршку омладинским позориштима:

Представљањем рада младих позоришних група, Јувентафест подстиче креативност, иновације и истраживање у сценским уметностима.
- бављење друштвеним питањима:

Многе представе се баве релевантним друштвеним темама, као што су идентитет, ментално здравље, дискриминација и људска права, нудећи платформу младима да изразе своје ставове.
- подстицање образовања и обуке:

Фестивал обезбеђује радионице, предавања и панел дискусије које воде искусни позоришни професионалци, омогућавајући младим уметницима да развију своје вештине и продубе своје разумевање позоришта.
- подстицање међународне сарадње:

Фестивал окупља позоришне трупе из различитих земаља, промовишући дијалог и сарадњу преко културних и језичких граница.

## Догађаји и програм
Јувентафест обично траје неколико дана и укључује представе, радионице, курсеве стручњака и панел дискусије. Ови догађаји се одржавају на различитим местима широм Сарајева, укључујући позната позоришта, културне центре и отворене просторе.

### Позоришне представе
Језгро Јувентафеста су представе које изводе омладинске позоришне групе. Ове представе приказују широк спектар стилова и тема, често одражавајући друштвене проблеме и уметничке сензибилитете младих људи. Продукције укључују драме, комедије, експериментално позориште и адаптације класичних дела.

### Радионице и курсеви стручњака
Радионице и предавања воде позоришни стручњаци из Босне и Херцеговине и иностранства, омогућавајући учесницима да уче о различитим аспектима позоришта, као што су глума, режија, покрет, глас, сценографија и драматургија. Циљ радионица је да унапреде техничке вештине младих уметника и инспиришу их да померају границе свог креативног изражавања.

### Панел дискусије и округли столови
Ове дискусије пружају могућност учесницима и публици да истраже релевантне теме у позоришту и омладинској култури. Панел дискусије се често фокусирају на улогу позоришта у решавању друштвених питања, изазове са којима се суочавају млади уметници и будућност омладинског позоришта.

### Награде и признања
Јувентафест се завршава доделом награда којима се одају почаст изузетним глумцима и достигнућима. Категорије укључују најбољу изведбу, најбољег глумца/глумице, најбољег редитеља и награду публике. Награде су намењене препознавању уметничке изврсности и охрабривању младих уметника у њиховим каријерама.

## Места одржавања
Представе и догађаји на Јувентафесту одржавају се на више места широм Сарајева, укључујући:
- Позориште младих Сарајево - главно место одржавања Јувентафеста

- Народно позориште Сарајево - ово историјско позориште често је домаћин церемонија отварања или затварања фестивала

- Отворена сцена Обала -  као институција за обуку будућих позоришних професионалаца

- Босански културни центар

- Позориште Јелићева

- Разни отворени простори

## Културни и друштвени утицај
Јувентафест има значајан утицај на културни живот Сарајева промовишући ангажовање младих у уметности и културни туризам у Сарајеву, привлачећи посетиоце из разних земаља и побољшавајући слику града као културног центра.
Фестивал промовише међукултурни дијалог и разумевање, стварајући окружење у којем млади људи могу да уче једни од других и проширују своје перспективе.

## Значајни наступи и учесници
Током година, Јувентафест је угостио бројне омладинске позоришне групе из земаља као што су Хрватска, Србија, Црна Гора, Словенија, Аустрија, Немачка и друге. 

## Финансирање
Као непрофитна организација, Јувентафест се суочава са изазовима везаним за финансирање и спонзорство. Фестивал се ослања на подршку владиних агенција, културних организација и приватних спонзора. Финансијска ограничења су понекад ограничавала способност фестивала да прошири свој програм или позове више међународних учесника. Упркос овим изазовима, организатори фестивала остају посвећени развоју Јувентафеста као водеће платформе за омладинска позоришта.